# カレリアントレインズSm6電車
カレリアントレインズSm6電車(Sm6 Allegro)はフィンランドの首都ヘルシンキと、ロシア第2の都市サンクトペテルブルクを結ぶ高速列車に使用される、カレリアントレインズの所有する電車(EMU)である。
運行開始は2010年12月12日からで、開業時にはヘルシンキ、サンクトペテルブルク間をフィンランド大統領タルヤ・ハロネンと、ロシア首相ウラジーミル・プーチンが乗車している。
Sm6はVRグループのSm3によく似ているが、Sm3がETR460をベースにしているのに対しSm6はニューペンドリーノと呼ばれる最新型のETR600・610をベースとしており異なっている。Sm3はフィアットが設計した油圧式の強制車体傾斜システムを用いているが、Sm6はアルストムが新たに設計した空気圧を用いた車体傾斜システムを採用している。
最高運転速度は220km/hで、従来5時間30分かかっていたヘルシンキ、サンクトペテルブルク間の所要時間を3時間30分程度に短縮することを目的をしており、VRグループとロシア鉄道がそれぞれ50%ずつ出資する合弁会社カレリアントレインズが設立された。Sm6はVRグループ、ロシア鉄道それぞれの路線での異なった区間の運行に対応する設備を備え、電気方式はフィンランド国内用の交流25kV50Hz、ロシア国内用の直流3kVに対応する交流直流両用電車である。台車はフィンランド国内の軌間1,524mmと若干狭いロシア国内の軌間1,520mmに対応し、出入り口は高さが低い550mmのフィンランドのプラットホームとロシア直流区間の高い1,100mmのプラットホームの両方に対応するため可動式ステップを装備している。フィンランド北中部やロシア交流区間はさらに低い200mmのプラットホームが標準になっており、本形式の可動式ステップで乗降可能ではあるが、現時点で定期列車においては客扱いの実績がない。愛称には、音楽用語として一般に「速く」を意味する「ALLEGRO（アレグロ）」の名称が付けられている。

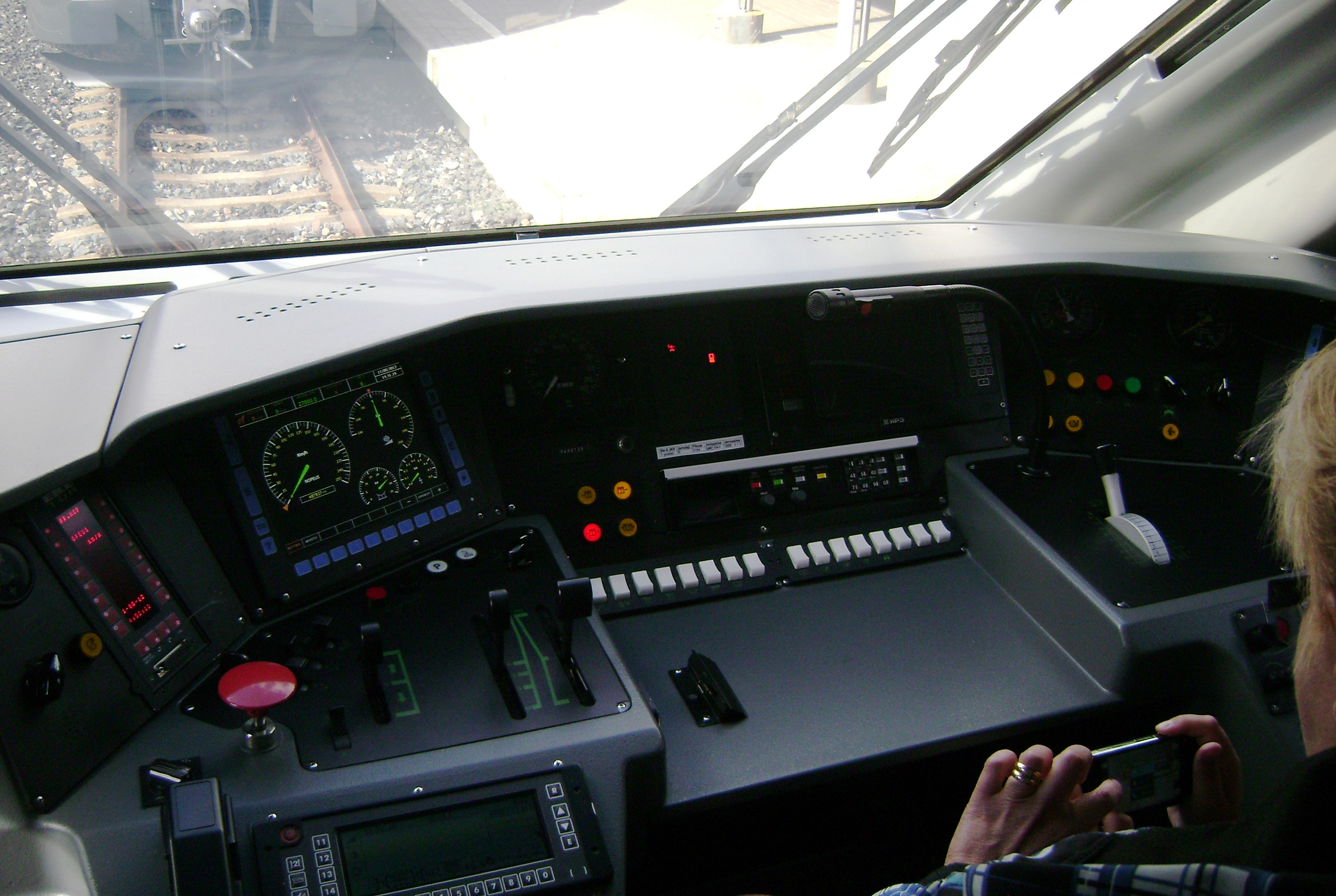
運転台
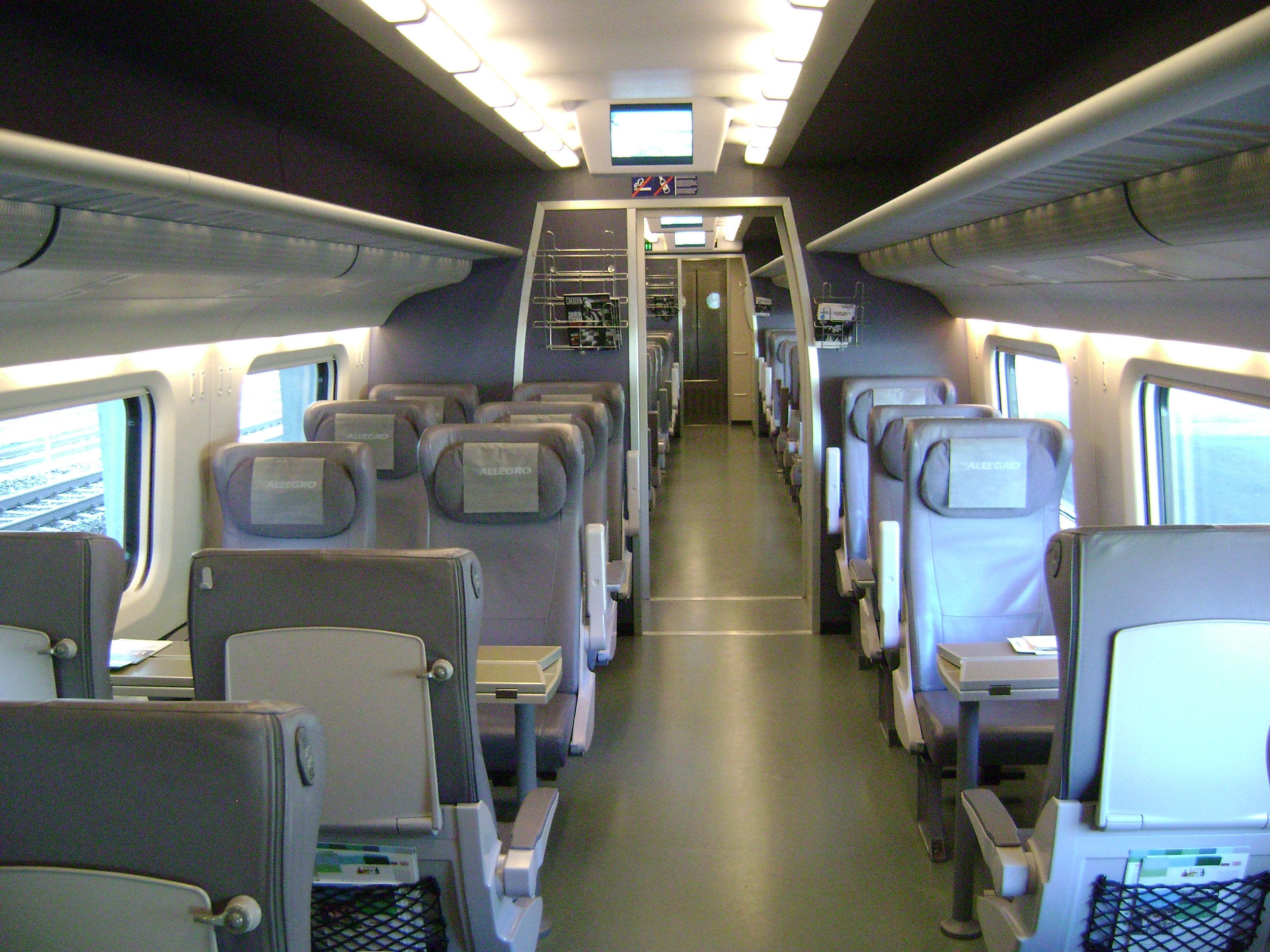
一等座席
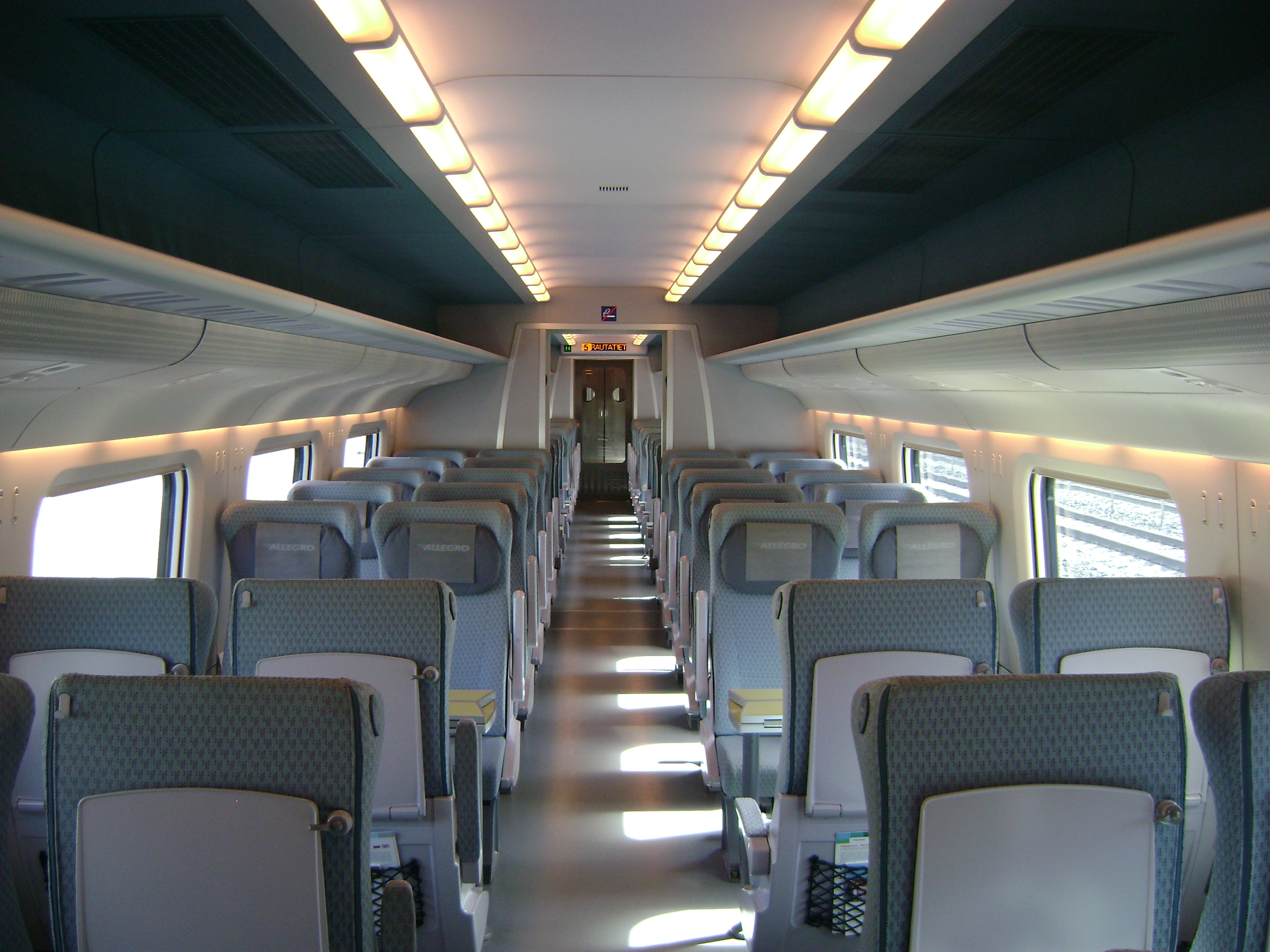
二等座席
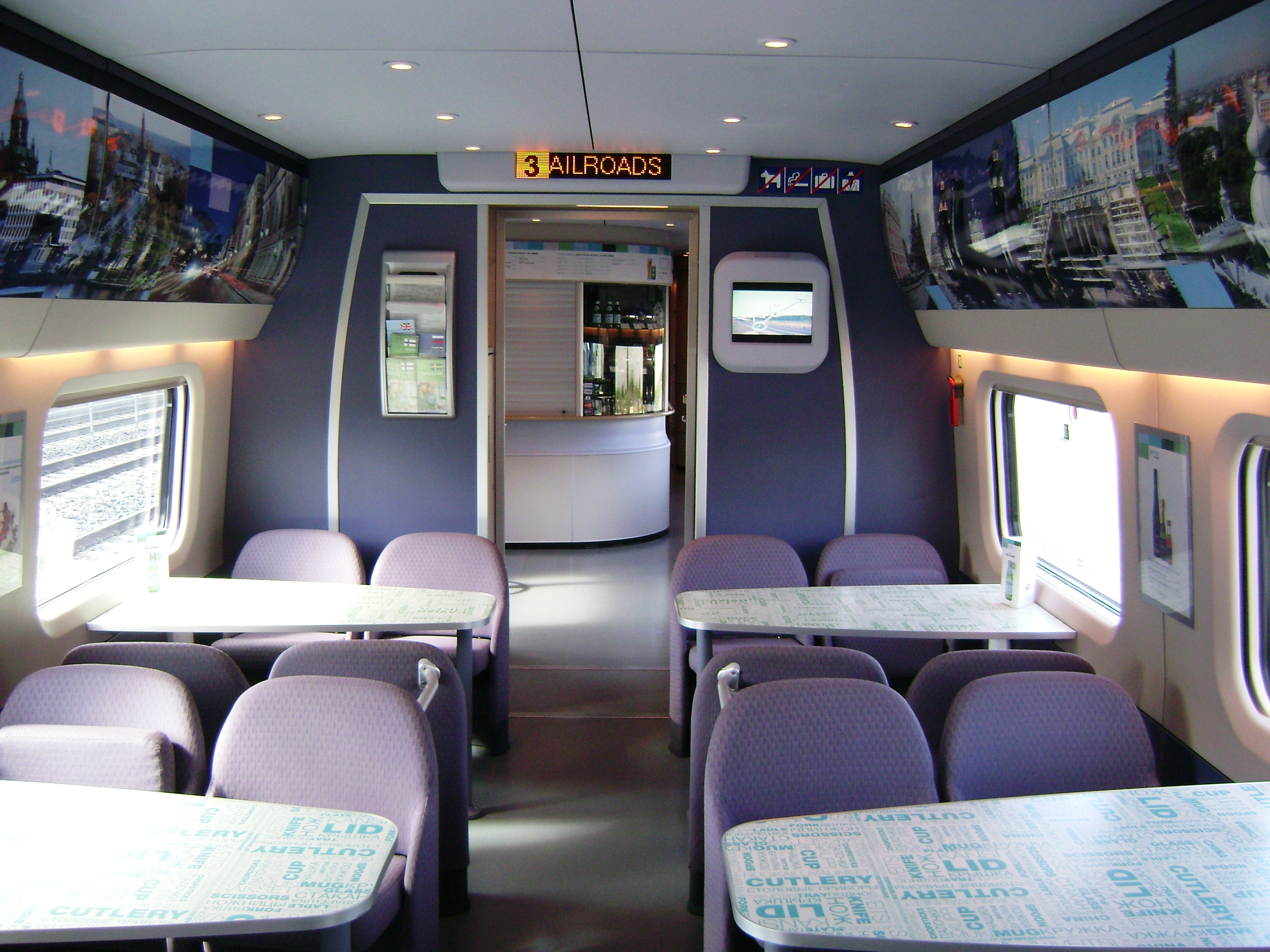
食堂車
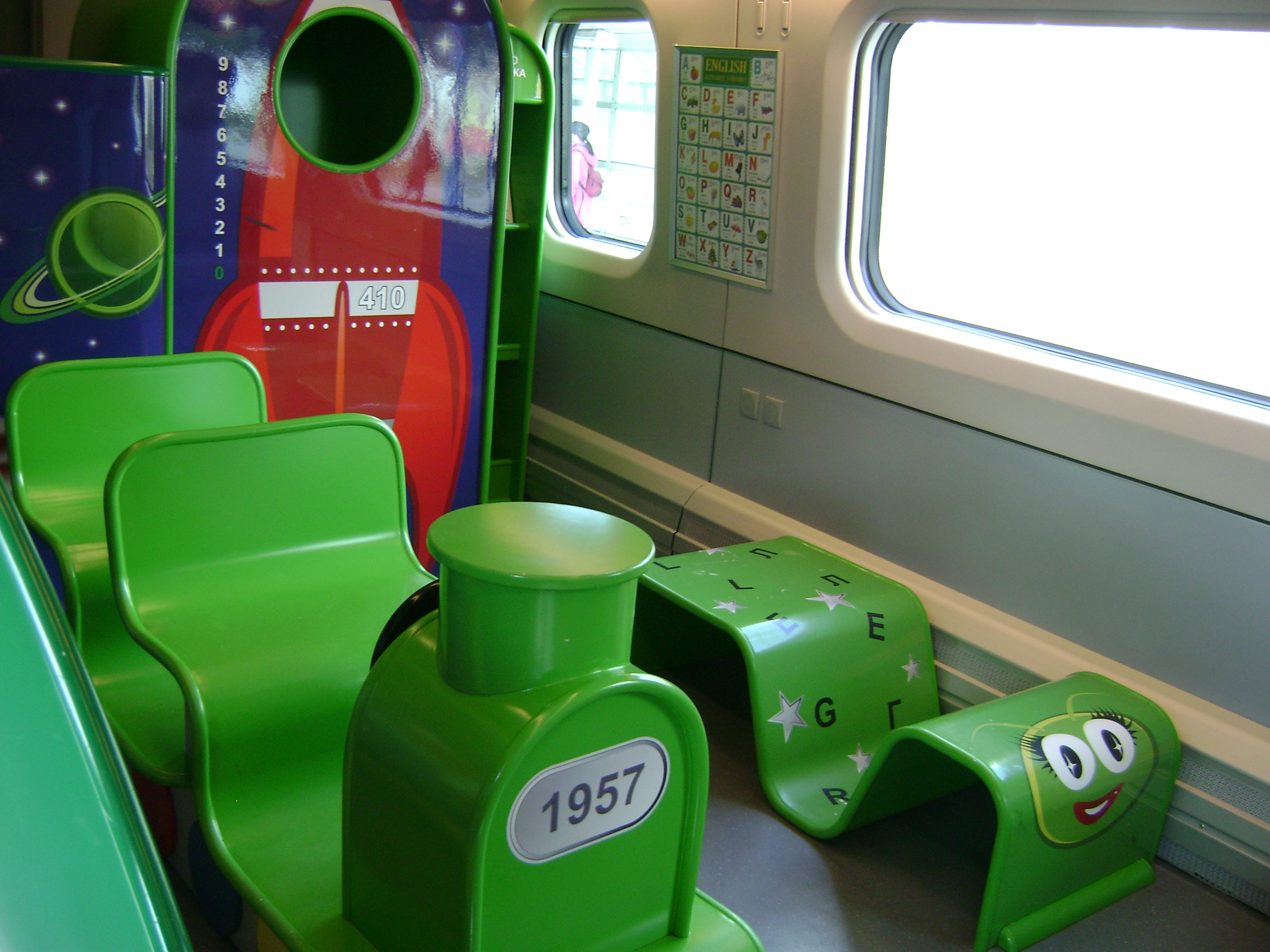
子供遊戯室
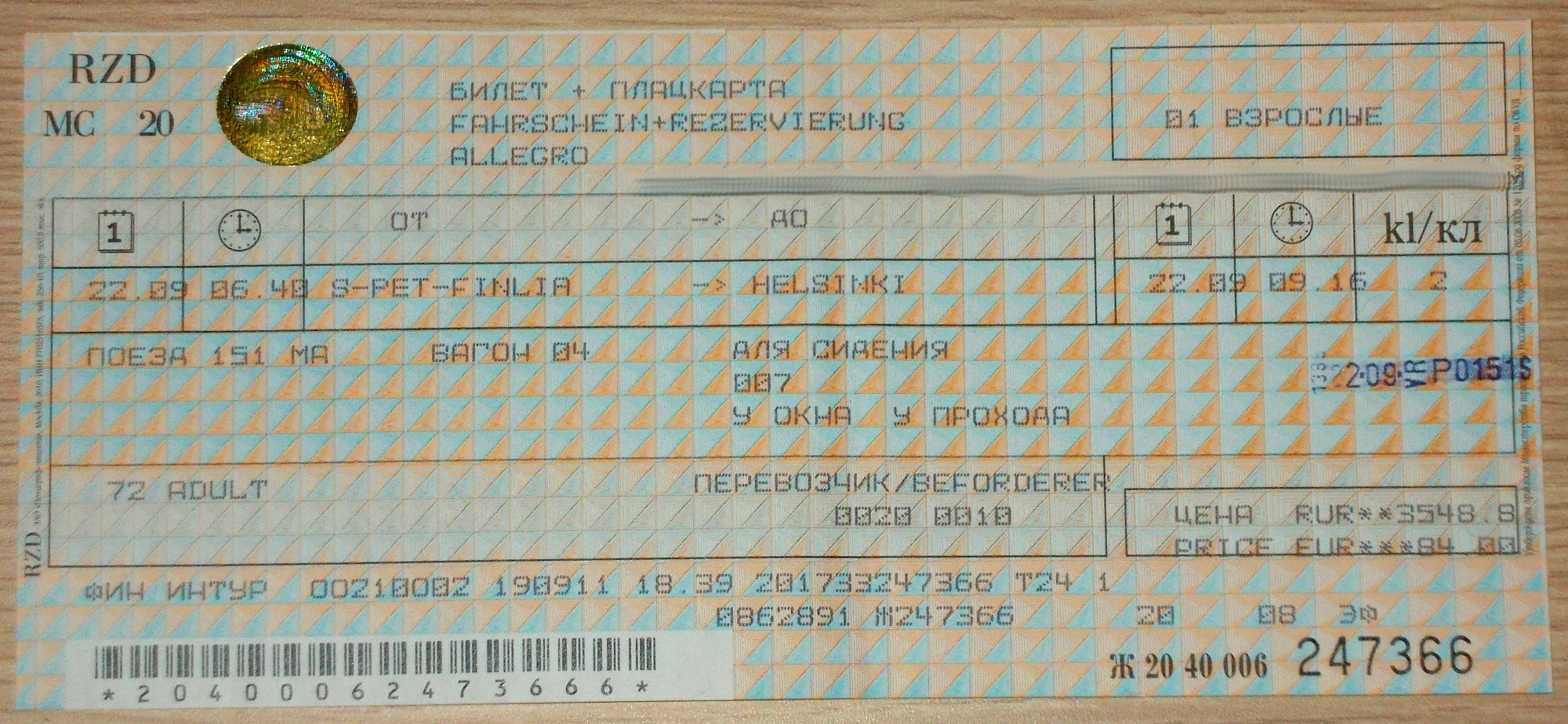
乗車券